# Deutscher Akademischer Austauschdienst
De Deutscher Akademischer Austauschdienst (DAAD, "Duitse academische uitwisselingsdienst") is een nationale Duitse organisatie die zich richt op het bevorderen van academische uitwisselingen tussen Duitse universiteiten en universiteiten in andere landen. De DAAD werd opgericht in 1925, ontbonden in 1945 en heropgericht in 1950. Het hoofdkantoor is gevestigd in Bonn. De DAAD biedt onder meer beurzen aan voor studenten en onderzoekers.
De DAAD Außenstelle Brüssel vertegenwoordigt de DAAD in Brussel en fungeert als verbindingsbureau tussen de DAAD en de EU-instellingen. De Nederlandse vertegenwoordiging van de DAAD is verbonden aan het Duitsland Instituut Amsterdam.

## Geschiedenis
De DAAD werd opgericht op 1 januari 1925 door een particulier studenteninitiatief onder de naam Akademischer Austauschdienst (AAD) in Heidelberg. Nog in het oprichtingsjaar werd de organisatie verplaatst naar Berlijn. Direct na de machtsovername door de nationaalsocialisten in 1933 werd de AAD gelijkgeschakeld. Het kantoor in het Berliner Stadtschloss werd in 1943 door bombardementen verwoest en de dienst werd vervolgens in 1945 ontbonden. Op 5 augustus 1950 werd de organisatie in Bonn als DAAD heropgericht.

## Financiering
De financiering van de organisatie is grotendeels in handen van de Duitse overheid. Hieronder vallen het: 
- ministerie voor Buitenlandse Zaken
- ministerie voor Onderwijs en Onderzoek
- ministerie voor Economische samenwerking en Ontwikkeling

Daarnaast ontvangt de DAAD middelen van de Europese Unie. 